# Choco Pie
Choco Pie (Чокопай, дослівно «шоколадний пиріг») — торгова марка борошняного кондитерського виробу, що складається з двох шарів печива, прошарку з маршмелоу, і начинки, вкритого кондитерською глазур'ю. Під назвою «Choco Pie» був створений в південнокорейській компанії Orion corp., пізніше він позбавлений статусу торговельної марки. Ці кондитерські вироби видаються південнокорейським солдатам на першому тижні їх базової підготовки.

## Історія
Варіації оригіналу сягають аж до 1907 року на півдні Сполучених Штатів. У 1929 році хлібобулочна «Chatanooga» почала випікати булочки під назвою Moon Pie для місцевих шахтарів міста Чаттануга, штат Теннессі.
У 1958 році рецепт булочок був проданий японській компанії Morinaga. 
У 1973 році член науково-дослідної групи корейської фірми Tongyang Confectionery відвідав готель у Джорджії, США, і був натхненний цукерками в шоколадній глазурі, доступними в ресторані готелю. Він повернувся до Південної Кореї й почав експериментувати з шоколадним бісквітним тортом, створивши «шоколадний пиріг», як його знають корейці. Назва «Choco Pie» стала популярною, коли Tongyang вперше випустила Orion Choco Pie, і була добре прийнята корейськими дітьми, а також людьми похилого віку через доступну ціну та начинку з білого зефіру. Кондитерська фабрика Tongyang пізніше перейменувала компанію Orion Confectionery завдяки успіху бренду Orion Choco Pie.
PNB, пекарська компанія, заснована в 1951 році в Чонджу, Південна Корея, відома своїми традиційними кондитерськими виробами з шоколадного пирога. Ця рання часова шкала вказує на існування раніше варіації частування в корейській історії. Існує пов’язаний історичний зв’язок, оскільки ця пекарня поширена лише поблизу традиційних сіл Ханок у Чонджу.
У 1979 році кондитерська компанія Lotte почала продавати подібні кондитерські вироби. Коли Lotte Confectionery випустила на ринок пиріг Lotte Choco Pie, вона вирішила писати префікс на хангиль дещо інакше, ніж Тонъян. Тонъян використовував «쵸» («Чйо»), тоді як Лотте почала використовувати «초» («Чо»). Haitai та Crown Confectionery також почали продавати власні версії шоколадних пирогів. Lotte також почала продавати як Choco Pie в Японії в 1983 році.
У 1999 році, після багатьох років продажів різних продуктів «Choco Pie», Tongyang (Orion) подала позов проти Lotte за використання ними терміну «Choco Pie», стверджуючи, що назва є їхньою інтелектуальною власністю. Однак суд постановив, що Tongyang несе відповідальність за те, що дозволила його назві бренду з часом стати загальною торговою маркою, і що термін «шоколадний пиріг» слід вважати загальним іменником через його загальне описове значення щодо кондитерських виробів подібного складу.
У 2016 році Orion випустив Choco Pie зі смаком банана, щоб відсвяткувати своє 60-річчя. Це перша варіація оригінального продукту за 42 роки відтоді, як у 1974 році компанія випустила Choco Pie з кремом з маршмелоу.
У 2017 році Оріон запустив свій преміальний бренд шоколадних пирогів «Choco Pie House».
У 2020 році Orion випустила Choco Pie, щоб відсвяткувати 45-ту річницю Choco Pie. Chal Choco Pie має 2 смаки inseolmi та чорний кунжутний рисовий пиріг. Завдяки запуску лінійки продуктів загальні продажі Choco Pie у січні та лютому зросли приблизно на 20% у порівнянні з аналогічним періодом минулого року.
З 2017 року Orion випустив сезонну обмежену серію Choco Pie. У 2017 році Orion випустила Choco Pie Strawberry, яка містить полуничне варення всередині зефіру. У 2019 році Orion випустив нове видання зі смаком фісташок і ягід. У 2020 році він випустив Choco Pie Strawberry Blossom. Він покритий шоколадом рожевого кольору замість звичайного темно-коричневого кольору. Через 3 тижні після запуску було продано понад 5 мільйонів пирогів із накопиченої кількості.
У січні 2021 року Orion випустив свою першу зимову обмежену серію «Choco Pie Chung Happy Berry Chocolate», через 46 років після її створення. Продукт є переосмисленням шоколадного пирога як концепції святкового торта на кінець року і складається з шоколадного торта, наповненого шоколадно-ягідним сиропом і зефіром.

## Експорт
Orion Corp. активно експортувала ChocoPie на зовнішні ринки. У 1999 році словосполучення «Choco Pie» втратило статус торгової марки.
Починаючи з 2000-х років, Orion почав використовувати Choco Pie, щоб закріпитися на іноземних ринках, і тепер контролює дві третини китайського ринку снеків, причому третина доходу Orion надходила з-за кордону у 2006 році. Приблизно 12,1 мільярда шоколадних пирогів було продано по всьому світу.
Orion має частку на п’яти основних ринках — Південній Кореї, Росії, В’єтнамі та Китаї та Канаді. У 2016 році Choco Pie, якого продали в Росії 600 мільйонів пакувань, називають «Національним пирогом». У 2018 році В'єтнам також спожив 600 мільйонів пакувань. Закуска також була особливо успішною в Індії, Пакистані та Тайвані. 
Chocopie отримали широку популярність у Північній Кореї, куди потрапляє нелегально, через чорний ринок; влада без успіху прагне обмежити їхній обіг як твердої валюти.